# Xia Gui
Xia Gui (Hia Kouei, ou Hsia Kuei, prénom social: Yuyu), (Chinois: 夏圭 ou 夏珪; Wade–Giles: Hsia Kui) né vers 1180, actif en 1195, mort en 1224, est un célèbre peintre chinois aux XIIe – XIIIe siècles membre de l'Académie impériale de peinture chinoise. Il est originaire de Qiantang, province de Zhejiang.

## Style
Le nom de Xia Gui a dominé l'Académie, à la fin des Song du Nord, avec celui de Ma Yuan. Avec ce dernier, il est nommé peintre «attendant les ordres» sous le règne de Guangzong. Ils fondèrent une école dite «Maxia jia». Xia Gui est très proche de Ma Yuan par ses conceptions artistiques et par sa technique. Mais il est resté libre de son expression. Il peint des figures et des paysages avec une encre riche et rutilante pour obtenir ainsi des effets comparables à ceux de la couleur. Il doit beaucoup à Li Tang, mais il a aussi étudié Fan Kuan et les deux Mi.
Il aimait utiliser un pinceau usé. Avec ce pinceau peu chargé d'encre, il traçait de grands traits vigoureux sur un fond noyé d'eau jusqu'à l'évanescence. Pour les arbres et les feuilles il se servait, comme Ma Yuan, d'un pinceau sec et serré. La critique tend à le juger supérieur à Ma Yuan et depuis Li Tang, personne ne l'aurait surpassé.
Contemporain de Ma Yuan, Xia Gui témoigne de la vision la plus audacieuse. Leurs noms réunis Ma-Xia, représentent les créations typiques de l'Académie des Song du Sud. Xia devait être un peu plus âgé que Ma, mais leurs activités à la cour sont certainement conjointes, et ils se connaissent en tant que rivaux des faveurs impériales Xia Gui a laissé nombre de petites peintures exécutées pour servir de support au pinceau de l'empereur, mais aussi deux rouleaux portatifs de paysages classiques.

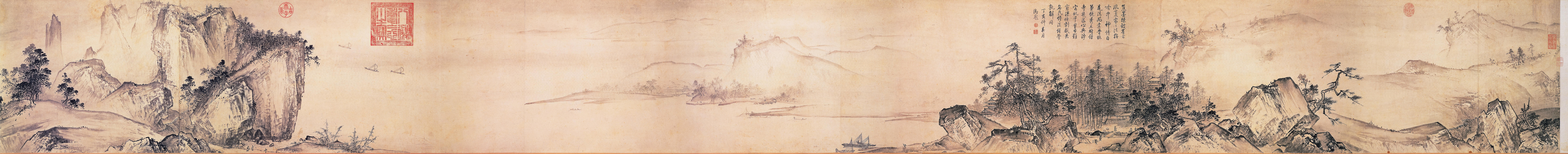
Vue claire et lointaine de rivières et de montagnes, encre sur papier, rouleau portatif en longueur, détail, vers 1200. Musée national du palais

## Biographie
Pour l'occident, le paysage chinois n'a longtemps eu qu'un seul visage: celui que lui a donné l'école Ma-Xia qui doit son nom à celui des deux fondateurs, Ma Yuan et Xia Gui. Tous deux participent d'une même esthétique et leur peinture est éminemment séduisante et accessible, d'où la vogue considérable qu'elle va connaître et le grand nombre de ses imitateurs dont Lü Ji (peintre) (né en 1477, actif en 1500) qui en est fortement influencé.
Les œuvres de Les critiques occidentaux y ont donc vu l'essence même de la peinture chinoise. On ne possède que fort peu d'informations sur la vie de Xia Gui: actif vers 1190-1225. Originaire des environs de Hangzhou, il occupe une position officielle à l'Académie Impériale de Peinture sous le règne de l'empereur Song Ningzong et, ses œuvres étant très appréciées, il reçoit la distinction honorifique du ruban d'or.
Comme pour Ma Yuan, plus contemplatif et poétique que lui, son art tire son origine de celui de Li Tang, son prédécesseur à l'Académie, lui-même directement tributaire de la haute tradition des grands paysagistes des  Xe et XIe siècles, Fan Kuan ainsi que Zhao Gan, Zhao Boju (1120-1182) et Zhao Bosu (frère cadet de Zhao Boju).
Mais malgré cette filière continue entre  Fan Kuan et Xia Gui, par l'intermédiaire de Li Tang, la métamorphose est radicale: la plénitude majestueuse et la sévérité sereine de Fan Kuan s'étaient doublées d'une sensibilité plus subjective chez Li Tang, en perdant de leur ampleur; elles vont se trouver simplifiées encore chez Xia Gui, qui porte à son point extrême l'élimination des masses solides.
À peine définit-il la texture des surfaces, grossissant impétueusement les rides taillées à la hache de Li Tang, jusqu'à en faire une écriture elliptique et audacieuse qui constitue la marque de fabrique des paysages des Song du Sud. Sa ligne est réduite à un minimum, n'indiquant souvent que les frontières de la brume, mais son éloquence est telle que la composition s'organise immédiatement sous l'œil qui n'hésite guère sur le rôle et la signification des espaces vides.
Son travail de pinceau est le fruit d'une science consommée et sa virtuosité technique est éblouissante, comme l'attestent ses jeux d'encre, du lavis le plus subtil au noir le plus profond, mais il ne s'en sert qu'avec mesure et modestie. Et s'il s'en tient aux canons de l'Académie, ceux-ci sont au service d'une émotion sincère et d'une profonde intuition de la nature.
Un des plus beaux exemples de son incomparable science de la composition est le rouleau horizontal, Vue claire et lointaine d'un fleuve dans les montagnes (Taipei (Nat. Palace Mus.), qui met en valeur son génie de l'ellipse: les éléments peints, très réduits, se chargent d'une forte intensité expressive, grâce à un pinceau nerveux et économe qui, répartissant quelques rares signes, crée sur la page blanche un invisible échange d'énergie et investit l'espace de tensions actives en chargeant le vide d'un sens positif.
Déroulant d'une main l'œuvre qu'il enroule de l'autre, le spectateur est ainsi amené à effectuer un voyage dans l'espace et dans le temps, dont le déroulement, proche de celui d'une composition musicale, s'organise à travers une alternance contrastée de temps forts et de repos, depuis un mouvement d'ouverture jusqu'à un finale. Cette peinture, qui réussit à ménager à son lecteur une innombrable diversité dans une dynamique unicité, s'impose comme le rouleau horizontal par excellence. La même concision voulue dans le thème et la forme se retrouve dans les œuvres de format réduit qui constituent l'essentiel de l'héritage de Xia Gui.
Mais cet art, fondamentalement académique avec sa volonté de lisibilité et de clarté logique et son désir de plaire, comporte en germe, par sa propension à la mise en formules, ses propres facteurs de dessèchement. Rejeté par les lettrés avertis, il n'est plus pratiqué à partir de l'époque Yuan que par des artistes professionnels, en sorte que, objet en Chine d'une relative défaveur, il part à l'étranger, au Japon notamment où il exerce une influence considérable selon Marie Mathelin.

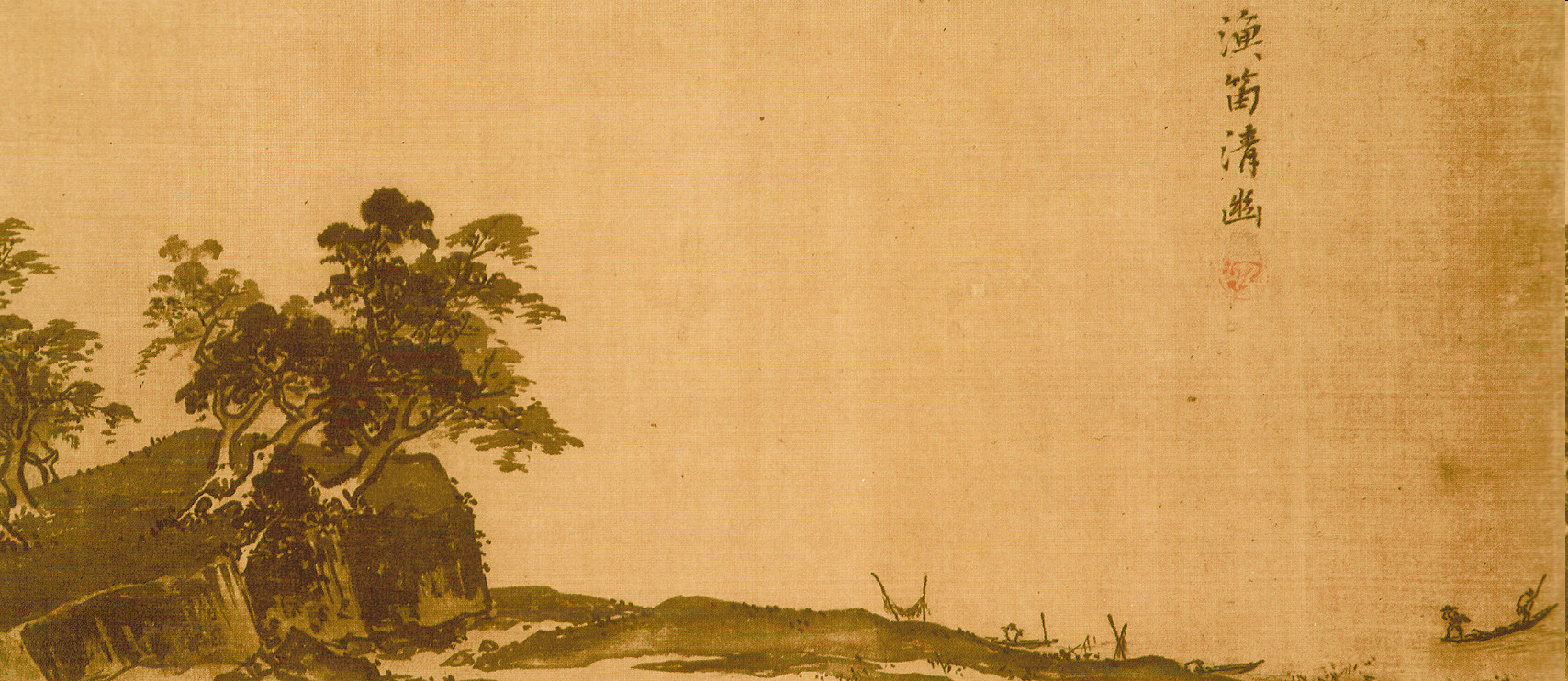
Douze vues prises depuis une hutte en chaumes. détail d'une encre et couleurs sur soie, 27,31 × 253,67 cm. Attribué à Xia Gui. Nelson-Atkins Museum of Art.
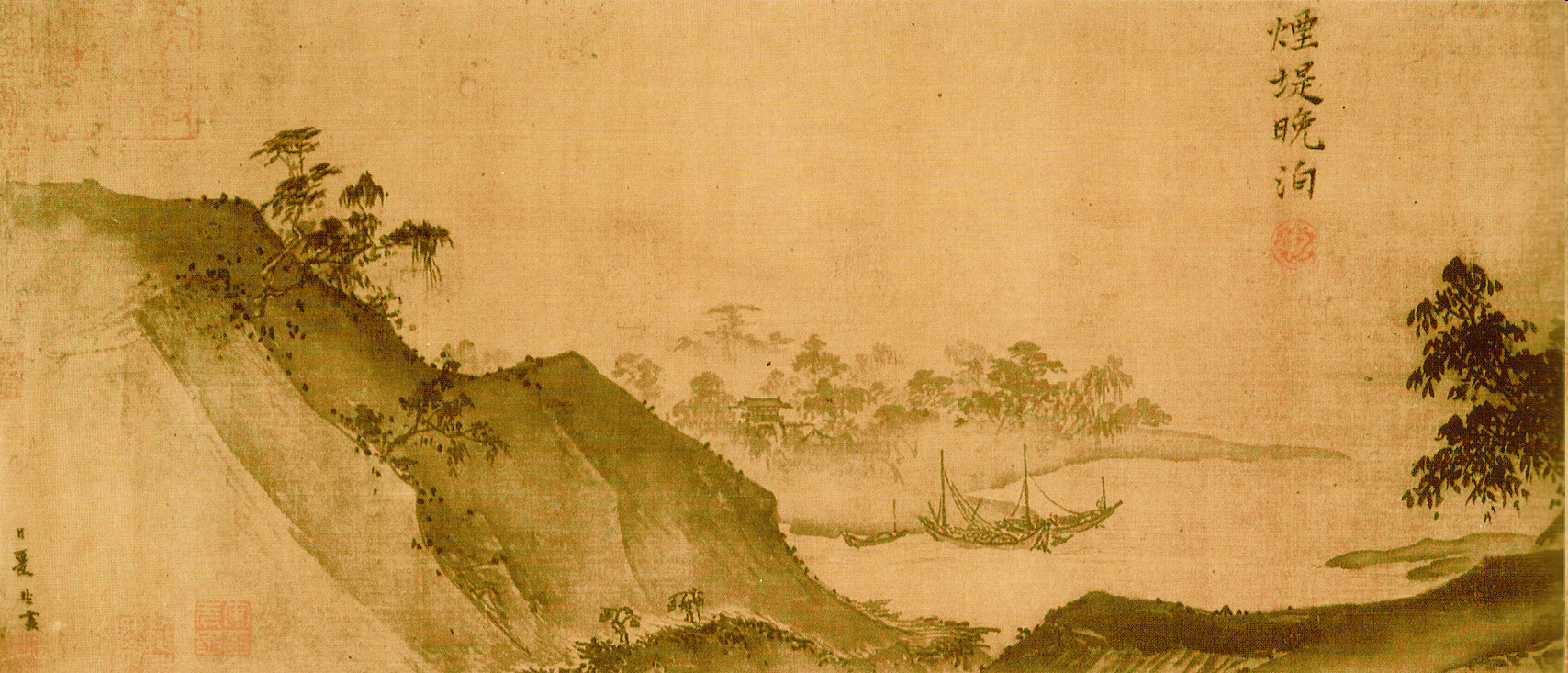
Un autre détail de la même peinture.
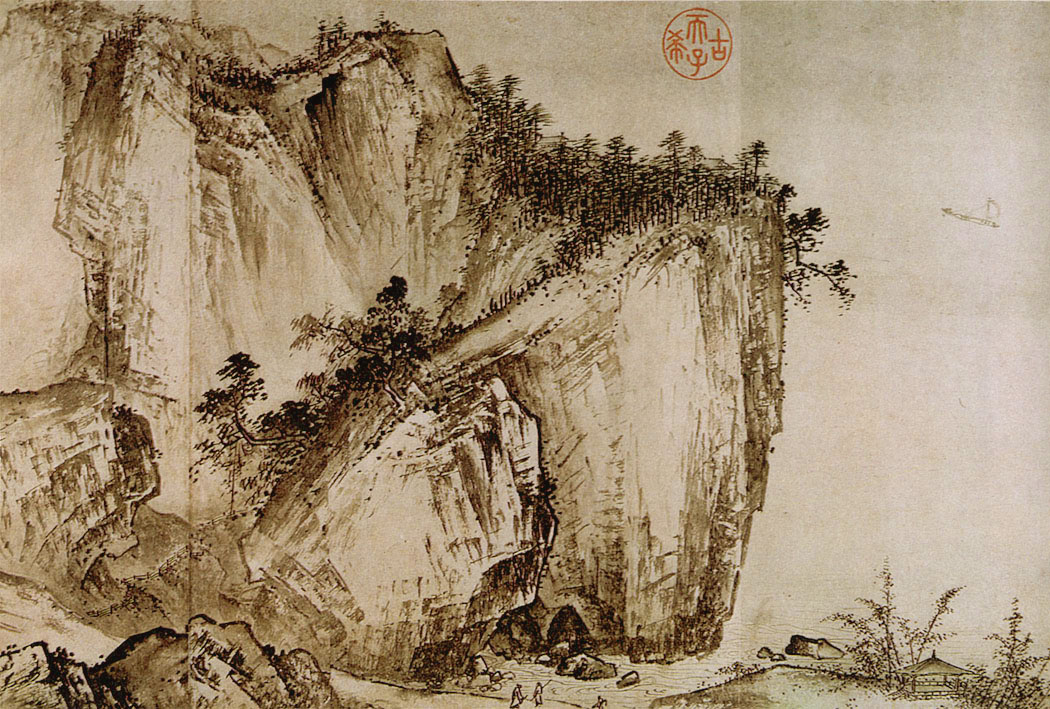
Vue claire et lointaine de rivières et de montagnes, encre sur papier, rouleau portatif en longueur 46,5 × 889 cm, détail, vers 1200. Musée national du palais

## Musées
- Boston (Mus. of Fine Arts):
  - Paysage de rivière avec un arbre dans le vent, éventail, inscription de l'empereur Song Xiaozong.
- Kansas City (Nelson Gal. of Art):
  - Douze paysages vus d'une chaumière, encre sur soie, rouleau en longueur signé.
- Pékin (Mus. du Palais):
  - Montagnes et ruisseaux à perte de vue, 1350, rouleau en longueur signé, poème de Qianlong.
  - Montagne dans la brume, éventail attribué.
  - Deux cavaliers dans les montagnes enneigées, éventail attribué.
- Taipei ( Musée national du palais ):
  - Vue claire et lointaine de rivières et de montagnes, encre sur papier, rouleau portatif en longueur, 46,5 × 889 cm, vers 1200.
  - Vue du lac de l'ouest, encre et couleur légères sur soie, rouleau en hauteur.
  - Conversation sous la falaise au pin, encre et couleurs sur soie, feuille d'album.
  - Les dix mille lis du fleuve Yangzi, 1340, rouleau en longueur, inscription de Ke Jiusi  (1271-1368)  qui attribue l'œuvre à Xia Gui.
  - Retour du bateau.
  - Haute falaise près d'une rivière.